# Інгібйорг Соульрун Гісладоттір
Інгібйорг Соульрун Гісладоттір (ісл. Ingibjörg Sólrún Gísladóttir; нар. 31 грудня 1954) — ісландська політична і державна діячка. Членкиня партії Соціал-демократичний альянс. Заступниця Спеціального представника Генерального секретаря з Іраку з політичних питань та надання допомоги у проведенні виборів з березня 2021 року. У минулому — директорка Організації з безпеки та співробітництва в Європі ОБСЄ (2017—2020), міністерка закордонних справ Ісландії (2007—2009), мер міста Рейк'явік (1994—2003). Депутатка Альтингу у 2007—2009 роках.

## Біографія
Народилася 31 грудня 1954 року у Рейк'явіку.
У 1979 році здобула ступінь бакалавра в Університеті Ісландії у галузі історії та літератури. Здобувала післявишівську освіту з історії у Копенгагенському університеті. У 1981 році повернулася до Ісландії, у 1983 році здобула ступінь магістра з історії в Університеті Ісландії.
У 1982 році виступила однією із засновниць Партії жінок (KL). У 2000 році Партія жінок увійшла до Соціал-демократичного альянсу.
У 1994 році обрана мером Рейк'явіка.
У 2004 році залишила політику й стала науковою співробітницею Європейського інституту Лондонської школи економіки та політичних наук (LSE).
У 2005 році очолила партію Соціал-демократичний альянс. 28 березня 2009 року новою головою на її місце обрали Йоуганну Сігурдардоттір.
За результатами парламентських виборів 2007 року стала депутаткою Альтингу у виборчому окрузі Південний Рейк'явік.
24 травня 2007 року призначена міністеркою закордонних справ Ісландії у другому кабінеті під керівництвом прем'єр-міністра Гейра Горде, змінивши Вальгердюр Сверрісдоттір. Уряд пішов у відставку через Каструльну революцію на тлі фінансової кризи 2008—2011 років. Її змінив Ессюр Скарфйедіссон.
З 2011 до 2014 рік була представницею Структури ООН з питань гендерної рівності та розширення прав і можливостей жінок («ООН-Жінки») в Афганістані. З 2014 року — представниця «ООН-Жінки» у Туреччині, регіональна директор «ООН-Жінки» у країнах Європи та Центральної Азії.
19 липня 2017 року призначена на посаду директора Організації з безпеки і співробітництва в Європі ОБСЄ на трирічний період, змінила Міхаеля Георга Лінка. Після закінчення терміну її повноважень Еді Рама призначив тимчасово виконувачклю обов'язків директора ОБСЄ першу заступницю директора Катаржину Гардападзе. 4 грудня 2020 року організацію очолив Маттео Мекаччі.
У 2021 році Генеральний секретар Організації Об'єднаних Націй Антоніу Гутерріш призначив її заступницею Спеціального представника Генерального секретаря з Іраку з політичних питань та надання допомоги у проведенні виборів Місії ООН з сприяння Іраку (МООНСІ) під керівництвом Жанін Генніс‑Плассхарт. 2 березня змінила Еліс Волпол.
Є членкинею Nordic Women Mediators (NWM).

## Особисте життя
Одружена з Хйерлейфюром Свейнбйорнссоном (Hjörleifur Sveinbjörnsson), лектором і перекладачем китайської мови. У них двоє синів.
Володіє ісландською, англійською, французькою та данською мовами.